# Forkasztel
Forkasztel - na dawnych żaglowcach, głównie średniowiecznych, było to pomieszczenie mieszkalne w postaci nadbudówki zbudowanej na pokładzie w dziobowej części jednostki. Zajmowane było przez załogę.